# 이와소노촌
이와소노촌(磐園村)은 나라현 기타카쓰라기군에 설치되었던 촌이다. 현재의 야마토타카다시 중부에 해당한다.

## 역사
- 1889년 4월 1일 - 정촌제 시행에 의해 가스게군 이와소노촌이 성립하였다.
- 1897년 4월 1일 - 군제 시행에 의해 기타카쓰라기군으로 변경되었다.
- 1927년 8월 22일 - 우키아나촌과 함께 다카다정에 편입해, 동일 이와소노촌은 폐지되었다.